# 周洪明雪
周洪明雪（1936年－），臺灣彰化縣二林鎮人，是臺灣資深歌仔戲表演者，經歷內台、外台；乃至影視、廣播，演出各類型歌仔戲時期，擅演小生，2018年獲新北市政府文化局登錄為「傳統表演藝術歌仔戲保存者」。

## 生平
周洪明雪（1936年－），臺灣彰化縣二林鎮人，父親洪貞騰為文場樂師。洪明雪5歲起隨父親至賣藥團客串演唱、7歲時全家隨父落腳日光歌劇團，開始學戲、登台，並與小旦鄭金枝習唱七字調及入門曲文。後曾隨父親短暫搭班臺南光興社，直至1947年洪貞騰開設「登樂社」，洪明雪正式拜師學藝，14歲出演武旦、二手旦、17歲挑樑小生，與妹妹洪明秀飾演的苦旦，成為劇團台柱演員，「登樂社」亦於同年（1953年）更名為「大振豐歌劇團」，直至1961年結束劇團營運，期間曾先後受蔣武童、潘滿樓、官漢樓、潘文煥、林天成、黃月燕、張慶樓、王泗海等名伶藝人調教指點，奠定文武全才的功底與唱唸技巧。
1956年起，同妹妹洪明秀聯手演出歌仔戲電影《甘國寶過台灣》、《孟姜女哭倒萬里長城》、《乞食招女婿》、《唐伯虎點秋香》、《新詹典嫂告御狀》等，並隨片登台演唱。1959年前後，參與臺北民本廣播電臺的歌仔戲廣播節目。1960年，洪貞騰接掌臺中「中聲廣播電臺」附屬的中聲天馬廣播歌劇團，洪明雪姊妹加入作為主唱，同年底，姊妹二人隨大振豐歌劇團至菲律賓公演一年，回國後陸續於臺北正聲廣播電臺「臺北正聲天馬歌劇團」、臺中正聲廣播電台「正聲大振豐廣播歌劇團」、臺北民本廣播電臺「七仙女歌劇團」（或稱「姐妹花歌劇團」）、「臺中草屯中興電臺」等從事廣播歌仔戲演出，並同時持續內台歌仔戲、外台歌仔戲、電影、電視的演出。
1962年電視台開播，曾參與臺視、中視、華視等電視歌仔戲演出。後受邀參與「五虎歌劇團」、「小輝龍歌劇團」、「國光歌劇團」、「秀琴歌劇團」的外台戲演出，北上定居後，先後加入「真珠歌劇團」、「一心戲劇團」，並長期與「明華園戲劇團」合作，多次前往中國進行文化交流，同時致力於歌仔戲表演藝術薪傳與推廣。2018年獲選為新北市文化局「傳統表演藝術歌仔戲保存者」，並由新北市政府文化局委託蔡欣欣撰述口述歷史專書，經多次訪談，完成《月明冰雪闌─有情阿嬤洪明雪的歌仔戲人生》一書，於同年出版。

## 作品與榮譽
周洪明雪本身如同一部歌仔戲發展史，從內台、外台；乃至影視、廣播，演出各類型歌仔戲，且拍攝十多部歌仔戲電影。依據蔡欣欣撰述口述歷史專書，其各時期代表作有：
- 內台歌仔戲： 《林成功》、《丹心救主》、《南宮慘案》、《石花姑》[1]；
- 電影歌仔戲： 《甘國寶過臺灣》（臺榮影業公司，導演辛奇、編劇蔡秋林，1957年上映）、《孟姜女哭倒萬里長城》（晃東公司，導演梁哲夫、編劇洪信德）、《唐伯虎點秋香》（導演梁哲夫、編劇洪信德、1960年上映）、《乞丐招女婿》（金門公司，導演陳文敏、1959年上映），《新詹典嫂告御狀》（1960年上映）、《羅漢腳》（興南公司，導演蔡秋林、編劇許金水、1963年上映）[1]；
- 電視歌仔戲： 《審石墩》（臺視，1966年）、《孝義傳家》（臺視，1967年）、《韓信》（中視，1968年）、[1]《精忠報國》（華視，1971年11月製播，瑟霞歌劇團演出，與廖瓊枝搭檔）[7]、《詹典嫂》、《金玉奴》[1]；
- 現代劇場歌仔戲公演： 一心戲劇團《西遊記之盤絲洞》、《刺客列傳之魚腸劍》、《戰國風雲馬陵道》、《鬼駙馬》、《笑看生死關》等；明華園戲劇團《濟公活佛》、《蓬萊大仙》、《逐鹿天下》、《界牌關傳說》、《八仙傳奇》、《燕雲十六州》等。[1]

其中，1955年周洪明雪主演的大振豐歌劇團《剿匪復仇記》，獲地方戲劇比賽「內臺歌仔戲組」季軍與最佳劇本獎。2018年，因其兼具文武的工底與唱腔，能演出各類型歌仔戲，且具「腹內滾」本領，能即席編詞行腔；還能縫製演出相關道具、配件與戲服，及參與薪傳教學工作，經新北市政府文化局登錄為該市無形文化資產中的「傳統表演藝術歌仔戲保存者」。